# Markus Rosenberg
Nils Markus Rosenberg (pron. [ˈmarkɵs ˈruːsəmbærj]; Malmö, 27 settembre 1982) è un ex calciatore svedese, di ruolo attaccante.

## Carriera

### Club

#### Malmö
Rosenberg esordisce nell'Allsvenskan, il campionato svedese, nel 2001 con la maglia del Malmö FF, la squadra con cui aveva completato tutta la trafila delle giovanili sin dall'età di cinque anni. Durante la stagione 2004, trascorsa in prestito all'Halmstad che anche grazie ai suoi gol chiuderà al secondo posto, Rosenberg mette a segno 14 gol.

#### Ajax
Nel 2005 viene ceduto all'Ajax, dove si rivela uno dei migliori acquisti: 31 presenze e 12 gol il suo bottino alla prima stagione con i Lancieri, con lo svedese che viene regolarmente schierato nell'undici titolare del tecnico Danny Blind. Il suo utilizzo tuttavia è diminuito l'anno seguente, con l'avvento del nuovo allenatore Henk ten Cate.

#### Werder Brema

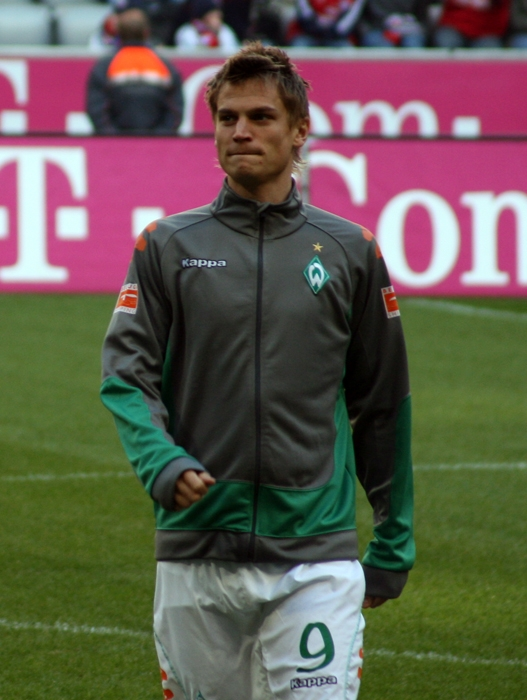
Rosenberg al Werder Brema nel 2007

Nel gennaio 2007 Rosenberg si trasferisce al club tedesco del Werder Brema. Sigla 8 reti in 14 partite nella seconda parte della stagione 2006-2007, mentre l'anno successivo è il miglior marcatore stagionale della squadra con 14 gol in 30 partite di Bundesliga, davanti al brasiliano Diego che invece ne aveva segnati 13. Nel 2007-2008, con 7 gol in 29 partite, è il secondo miglior marcatore stagionale del Werder dietro a Claudio Pizarro. Nel 2009-2010 perde la prima parte di stagione a causa di problemi a un ginocchio, ma nel resto del campionato è stato comunque utilizzato perlopiù come sostituto dal tecnico Thomas Schaaf.
Il 24 agosto 2010, in occasione del preliminare di ritorno di Champions League a Genova contro la Sampdoria, Rosenberg segna al 93' minuto con un diagonale da fuori area una rete fondamentale che porta la partita ai tempi supplementari, al termine dei quali è proprio il Werder a qualificarsi alla fase a gironi a discapito dei blucerchiati.

#### Racing Santander
Il 31 agosto 2010 viene ceduto in prestito agli spagnoli del Racing Santander fino al giugno 2011. Qui è stato autore di 9 gol, uno dei quali è stato realizzato allo stadio Santiago Bernabéu contro il Real Madrid di José Mourinho durante una sfida terminata 6-1 per i padroni di casa.

#### Ritorno al Werder Brema
Terminato il prestito in Spagna, ritorna nuovamente al Werder Brema. Nella prima giornata di campionato il 6 agosto 2011 segna subito una doppietta nel 2-0 contro il Kaiserslautern. Si ripete il 27 agosto segnando nel 1-2 contro l'Hoffenheim.

#### West Bromwich Albion
Il 7 agosto 2012 passa a parametro zero agli inglesi del West Bromwich Albion, con cui colleziona 24 presenze nella Premier League 2012-2013 e 4 nella Premier League 2013-2014, senza però segnare reti. Il 2 febbraio 2014 il club comunica la rescissione consensuale con il giocatore.

#### Il ritorno al Malmö
Nel febbraio 2014 Rosenberg ritorna in patria firmando a parametro zero con il Malmö FF, club in cui era cresciuto e in cui aveva esordito da professionista. Al primo anno dal suo ritorno, contribuisce alla conquista del titolo nazionale con 15 reti in 28 partite, tornando allo stesso tempo a disputare anche la UEFA Champions League nella cui fase a gironi segna 3 gol. Con 8 reti aiuta, da capitano, il Malmö a vincere il campionato 2016, mentre l'anno successivo contribuisce con 7 gol alla conquista di un nuovo titolo nazionale.
Il 28 novembre 2019, nel giorno della sua ultima partita casalinga ufficiale prima del ritiro – gara preceduta da celebrazioni e una coreografia a lui dedicata – Rosenberg decide con una doppietta la gara di UEFA Europa League contro la Dinamo Kiev: la sua seconda rete di giornata giunge al 96' minuto e fissa il punteggio sul definitivo 4-3, risultato prezioso ai fini del passaggio della fase a gironi. Due settimane più tardi, il Malmö ottiene la qualificazione ai sedicesimi di finale nel match successivo, vinto 1-0 sul campo del Copenaghen, coinciso anche con l'ultimissima partita della carriera di Rosenberg.

### Nazionale
Con la Nazionale svedese ha partecipato al campionato del mondo 2006 da riserva, vestendo la maglia numero 22.

## Statistiche

### Presenze e reti nei club
| Stagione             | Squadra              | Campionato           | Campionato | Campionato | Coppe nazionali | Coppe nazionali | Coppe nazionali | Coppe continentali | Coppe continentali | Coppe continentali | Altre coppe | Altre coppe | Altre coppe | Totale | Totale |
| Stagione             | Squadra              | Comp                 | Pres       | Reti       | Comp            | Pres            | Reti            | Comp               | Pres               | Reti               | Comp        | Pres        | Reti        | Pres   | Reti   |
| -------------------- | -------------------- | -------------------- | ---------- | ---------- | --------------- | --------------- | --------------- | ------------------ | ------------------ | ------------------ | ----------- | ----------- | ----------- | ------ | ------ |
| 2001                 | Malmö FF             | A                    | 13         | 1          | CS              | 0               | 0               | -                  | -                  | -                  | -           | -           | -           | 13     | 1      |
| 2002                 | Malmö FF             | A                    | 11         | 0          | CS              | 2               | 0               | -                  | -                  | -                  | -           | -           | -           | 13     | 0      |
| 2003                 | Malmö FF             | A                    | 16         | 3          | CS              | 3               | 2               | CU                 | 2                  | 0                  | -           | -           | -           | 21     | 5      |
| 2004                 | Halmstad             | A                    | 26         | 14         | CS              | 0               | 0               | -                  | -                  | -                  | -           | -           | -           | 26     | 14     |
| 2005                 | Malmö FF             | A                    | 12         | 4          | CS              | 1               | 1               | -                  | -                  | -                  | -           | -           | -           | 13     | 5      |
| 2005-2006            | Ajax                 | ED                   | 31+4       | 12+1       | KB              | 4               | 0               | UCL                | 8                  | 2                  | -           | -           | -           | 47     | 15     |
| 2006-gen. 2007       | Ajax                 | ED                   | 9          | 0          | KB              | 1               | 2               | UCL+CU             | 2+3                | 0+3                | SO          | 1           | 0           | 16     | 5      |
| Totale Ajax          | Totale Ajax          | Totale Ajax          | 44         | 13         |                 | 5               | 2               |                    | 13                 | 5                  |             | 1           | 0           | 63     | 20     |
| gen.-giu. 2007       | Werder Brema         | BL                   | 14         | 8          | CG              | 0               | 0               | UCL+CU             | -                  | -                  | -           | -           | -           | 14     | 8      |
| 2007-2008            | Werder Brema         | BL                   | 30         | 14         | CG              | 3               | 1               | UCL+CU             | 7+4                | 1+0                | SG          | 1           | 0           | 45     | 16     |
| 2008-2009            | Werder Brema         | BL                   | 29         | 7          | CG              | 5               | 5               | UCL+CU             | 6+7                | 1+0                | -           | -           | -           | 47     | 13     |
| 2009-2010            | Werder Brema         | BL                   | 17         | 1          | CG              | 1               | 0               | UEL                | 6                  | 3                  | -           | -           | -           | 24     | 4      |
| ago. 2010            | Werder Brema         | BL                   | 0          | 0          | CG              | 0               | 0               | UCL                | 1                  | 1                  | -           | -           | -           | 1      | 1      |
| 2010-2011            | Racing Santander     | PD                   | 33         | 9          | CR              | 2               | 0               | -                  | -                  | -                  | -           | -           | -           | 35     | 9      |
| 2011-2012            | Werder Brema         | BL                   | 33         | 10         | CG              | 1               | 1               | -                  | -                  | -                  | -           | -           | -           | 34     | 11     |
| Totale Werder Brema  | Totale Werder Brema  | Totale Werder Brema  | 123        | 40         |                 | 10              | 7               |                    | 31                 | 6                  |             | 1           | 0           | 165    | 53     |
| 2012-2013            | West Bromwich        | PL                   | 24         | 0          | FACup+CdL       | 1+2             | 0               | -                  | -                  | -                  | -           | -           | -           | 27     | 0      |
| 2013-feb. 2014       | West Bromwich        | PL                   | 4          | 0          | FACup+CdL       | 0+2             | 0               | -                  | -                  | -                  | -           | -           | -           | 6      | 0      |
| Totale West Bromwich | Totale West Bromwich | Totale West Bromwich | 28         | 0          |                 | 5               | 0               |                    |                    |                    |             |             |             | 33     | 0      |
| 2014                 | Malmö FF             | A                    | 28         | 15         | CS              | 4               | 2               | UCL                | 12                 | 7                  | -           | -           | -           | 44     | 24     |
| 2015                 | Malmö FF             | A                    | 28         | 11         | CS              | 4               | 2               | UCL                | 10                 | 3                  | -           | -           | -           | 33     | 12     |
| 2016                 | Malmö FF             | A                    | 22         | 8          | CS              | 6               | 3               | UCL                | 0                  | 0                  | -           | -           | -           | 27     | 9      |
| 2017                 | Malmö FF             | A                    | 24         | 7          | CS              | 0               | 0               | UCL                | 1                  | 1                  | -           | -           | -           | 24     | 7      |
| 2018                 | Malmö FF             | A                    | 27         | 13         | CS              | 6               | 2               | UCL + UEL          | 13                 | 4                  | -           | -           | -           | 35     | 14     |
| 2019                 | Malmö FF             | A                    | 27         | 13         | CS              | 1               | 0               | UEL                | 12                 | 8                  | -           | -           | -           | 42     | 21     |
| Totale Malmö FF      | Totale Malmö FF      | Totale Malmö FF      | 208        | 75         |                 | 27              | 12              |                    | 50                 | 23                 |             |             |             | 285    | 110    |
| Totale carriera      | Totale carriera      | Totale carriera      | 464        | 151        |                 | 47              | 22              |                    | 94                 | 34                 |             | 2           | 0           | 607    | 207    |

### Cronologia presenze e reti in Nazionale
| Cronologia completa delle presenze e delle reti in nazionale ― Svezia | Cronologia completa delle presenze e delle reti in nazionale ― Svezia | Cronologia completa delle presenze e delle reti in nazionale ― Svezia | Cronologia completa delle presenze e delle reti in nazionale ― Svezia | Cronologia completa delle presenze e delle reti in nazionale ― Svezia | Cronologia completa delle presenze e delle reti in nazionale ― Svezia | Cronologia completa delle presenze e delle reti in nazionale ― Svezia | Cronologia completa delle presenze e delle reti in nazionale ― Svezia |
| Data                                                                  | Città                                                                 | In casa                                                               | Risultato                                                             | Ospiti                                                                | Competizione                                                          | Reti                                                                  | Note                                                                  |
| --------------------------------------------------------------------- | --------------------------------------------------------------------- | --------------------------------------------------------------------- | --------------------------------------------------------------------- | --------------------------------------------------------------------- | --------------------------------------------------------------------- | --------------------------------------------------------------------- | --------------------------------------------------------------------- |
| 22-1-2005                                                             | Carson                                                                | Corea del Sud                                                         | 1 – 1                                                                 | Svezia                                                                | Amichevole                                                            | 1                                                                     |                                                                       |
| 26-1-2005                                                             | San Diego                                                             | Messico                                                               | 0 – 0                                                                 | Svezia                                                                | Amichevole                                                            | -                                                                     |                                                                       |
| 9-2-2005                                                              | Saint Denis                                                           | Francia                                                               | 1 – 1                                                                 | Svezia                                                                | Amichevole                                                            | -                                                                     |                                                                       |
| 8-6-2005                                                              | Solna                                                                 | Svezia                                                                | 2 – 3                                                                 | Norvegia                                                              | Amichevole                                                            | -                                                                     |                                                                       |
| 17-8-2005                                                             | Göteborg                                                              | Svezia                                                                | 2 – 1                                                                 | Rep. Ceca                                                             | Amichevole                                                            | 1                                                                     |                                                                       |
| 12-11-2005                                                            | Seul                                                                  | Corea del Sud                                                         | 2 – 2                                                                 | Svezia                                                                | Amichevole                                                            | 1                                                                     |                                                                       |
| 1-3-2006                                                              | Dublino                                                               | Irlanda                                                               | 3 – 0                                                                 | Svezia                                                                | Amichevole                                                            | -                                                                     |                                                                       |
| 25-5-2006                                                             | Göteborg                                                              | Svezia                                                                | 0 – 0                                                                 | Finlandia                                                             | Amichevole                                                            | -                                                                     |                                                                       |
| 16-8-2006                                                             | Gelsenkirchen                                                         | Germania                                                              | 3 – 0                                                                 | Svezia                                                                | Amichevole                                                            | -                                                                     |                                                                       |
| 6-9-2006                                                              | Göteborg                                                              | Svezia                                                                | 3 – 1                                                                 | Liechtenstein                                                         | Qual. Euro 2008                                                       | 1                                                                     |                                                                       |
| 11-10-2006                                                            | Reykjavík                                                             | Islanda                                                               | 1 – 2                                                                 | Svezia                                                                | Qual. Euro 2008                                                       | -                                                                     |                                                                       |
| 15-11-2006                                                            | Le Mans                                                               | Costa d'Avorio                                                        | 1 – 0                                                                 | Svezia                                                                | Amichevole                                                            | -                                                                     |                                                                       |
| 7-2-2007                                                              | Il Cairo                                                              | Egitto                                                                | 2 – 0                                                                 | Svezia                                                                | Amichevole                                                            | -                                                                     |                                                                       |
| 2-6-2007                                                              | Copenaghen                                                            | Danimarca                                                             | 0 – 3 tav                                                             | Svezia                                                                | Qual. Euro 2008                                                       | -                                                                     |                                                                       |
| 6-6-2007                                                              | Solna                                                                 | Svezia                                                                | 5 – 0                                                                 | Islanda                                                               | Qual. Euro 2008                                                       | 1                                                                     |                                                                       |
| 22-8-2007                                                             | Göteborg                                                              | Svezia                                                                | 1 – 0                                                                 | Stati Uniti                                                           | Amichevole                                                            | -                                                                     |                                                                       |
| 12-9-2007                                                             | Podgorica                                                             | Montenegro                                                            | 1 – 2                                                                 | Svezia                                                                | Amichevole                                                            | 1                                                                     |                                                                       |
| 13-10-2007                                                            | Vaduz                                                                 | Liechtenstein                                                         | 0 – 3                                                                 | Svezia                                                                | Qual. Euro 2008                                                       | -                                                                     |                                                                       |
| 17-11-2007                                                            | Madrid                                                                | Spagna                                                                | 3 – 0                                                                 | Svezia                                                                | Qual. Euro 2008                                                       | -                                                                     |                                                                       |
| 6-2-2008                                                              | Istanbul                                                              | Turchia                                                               | 0 – 0                                                                 | Svezia                                                                | Amichevole                                                            | -                                                                     |                                                                       |
| 26-3-2008                                                             | Londra                                                                | Brasile                                                               | 1 – 0                                                                 | Svezia                                                                | Amichevole                                                            | -                                                                     |                                                                       |
| 10-6-2008                                                             | Salisburgo                                                            | Grecia                                                                | 0 – 2                                                                 | Svezia                                                                | Euro 2008 - 1º turno                                                  | -                                                                     |                                                                       |
| 14-6-2008                                                             | Innsbruck                                                             | Spagna                                                                | 2 – 1                                                                 | Svezia                                                                | Euro 2008 - 1º turno                                                  | -                                                                     |                                                                       |
| 20-8-2008                                                             | Göteborg                                                              | Svezia                                                                | 2 – 3                                                                 | Francia                                                               | Amichevole                                                            | -                                                                     |                                                                       |
| 10-9-2008                                                             | Solna                                                                 | Svezia                                                                | 2 – 1                                                                 | Ungheria                                                              | Qual. Mondiali 2010                                                   | -                                                                     |                                                                       |
| 19-11-2008                                                            | Amsterdam                                                             | Paesi Bassi                                                           | 3 – 1                                                                 | Svezia                                                                | Amichevole                                                            | -                                                                     |                                                                       |
| 11-2-2009                                                             | Graz                                                                  | Austria                                                               | 0 – 2                                                                 | Svezia                                                                | Amichevole                                                            | -                                                                     |                                                                       |
| 10-10-2009                                                            | Copenaghen                                                            | Danimarca                                                             | 1 – 0                                                                 | Svezia                                                                | Qual. Mondiali 2010                                                   | -                                                                     |                                                                       |
| 14-10-2009                                                            | Solna                                                                 | Svezia                                                                | 4 – 1                                                                 | Albania                                                               | Qual. Mondiali 2010                                                   | -                                                                     |                                                                       |
| 18-11-2009                                                            | Cesena                                                                | Italia                                                                | 1 – 0                                                                 | Svezia                                                                | Amichevole                                                            | -                                                                     |                                                                       |
| 30-5-2012                                                             | Göteborg                                                              | Svezia                                                                | 3 – 2                                                                 | Islanda                                                               | Amichevole                                                            | -                                                                     |                                                                       |
| 11-6-2012                                                             | Kiev                                                                  | Ucraina                                                               | 2 – 1                                                                 | Svezia                                                                | Euro 2012 - 1º turno                                                  | -                                                                     |                                                                       |
| 15-6-2012                                                             | Kiev                                                                  | Inghilterra                                                           | 3 – 2                                                                 | Svezia                                                                | Euro 2012 - 1º turno                                                  | -                                                                     |                                                                       |
| Totale                                                                |                                                                       | Presenze                                                              | 33                                                                    |                                                                       | Reti                                                                  | 6                                                                     |                                                                       |

## Palmarès

### Club

#### Competizioni nazionali
- Coppa dei Paesi Bassi: 1

Ajax: 2005-2006
- Supercoppa dei Paesi Bassi: 1

Ajax: 2006
- Coppa di Germania: 1

Werder Brema: 2008-2009
- Campionato svedese: 3

Malmö: 2014, 2016, 2017
- Supercoppa di Svezia: 1

Malmö: 2014